# Alexander Kister
Alexander Kister (*  25. März 1986) ist ein deutscher Fußballspieler. Der Torhüter spielt seit 2023 für den VfB Straubing.

## Karriere
2008 wechselte Kister vom TV Hemau zum SSV Jahn Regensburg. Bei diesem wurde er vor allem in der zweiten Mannschaft eingesetzt. Am 8. November 2008 hatte er einen Einsatz in der Dritten Liga, als er für Bastian Becker eingewechselt wurde. Im Sommer 2010 ging er zum SV Fortuna Regensburg. 2016 wechselte er zum ASV Undorf in die Kreisliga 2. Seit Beginn der Saison 2023/2024 spielt er für den VfB Straubing in der Bezirksliga West.